# ريتشارد كاسيرر
ريتشارد كاسيرير (23 أبريل 1868 - 20 أغسطس 1925) هو طبيب أعصاب ألماني ولد لعائلة يهودية في فروتسواف.
حصل على الدكتوراه في الطب عام 1891، ثم عمل مساعدًا في عيادة للطب النفسي في بريسلاو تحت إشراف كارل فيرنيك (1848-1905). انتقل إلى فيينا في عام 1893 وواصل دراساته مع ريتشارد فون كرافت-إيبينغ (1840-1902) وهاينريش أوبرشتاينر (1847-1922). لاحقًا، أصبح أستاذًا لعلم الأعصاب في جامعة برلين، حيث عمل عن كثب مع هيرمان أوبنهايم (1858-1919).
بصفته طبيب أعصاب سريري، تخصص كاسيرر في علم تشريح الجهاز العصبي المركزي، وساهم في أبحاثه التي تضمنت تخصصات التصلب المتعدد والتهاب الدماغ وشلل الأطفال. من بين مؤلفاته طبعة جديدة (1923) من كتاب أوبنهايم "الأمراض العصبية للأطباء والطلاب".
في عام 1912، وصف لأول مرة وبشكل علمي مرض الدورة الدموية الذي يتميز بارتباط قصور المبيض وزرقة الأطراف وعلاقته مع اضطراب التغذية الوعائية للجلد، واضطرابات الحساسية الناجمة عن حدوث خلل في تنظيم الجهاز العصبي النباتي والذي تم أطلاق اسمه عليه فعرف بـ"متلازمة كاسيرر" أو "متلازمة كروك-كاسيرر"..
في عام 1921، طُلب من الدكتور كاسيرير أن يقوم بالإدلاء بشهادته بشأن الحالة العقلية سوغومون تهليريان, الذي كان متهمَا بقتل طلعت باشا. وأكد كاسيرير في شهادته أن تهليريان لم يكن في كامل قواه العقلية عندما ارتكب الجريمة بسبب حالة ذهانية أصيب بها نتيجة تعرض عائلته لمذبحة في الحرب.
رسم صورة ريتشارد كاسيرير الفنان الشهير ماكس ليبرمان في عام 1918، وقد تم عرضها فيما بعد في معرض تيت في لندن.
وينتمي لعائلة كاسيرير أشخاص مؤثرون غيره ومنهم: تاجر الأعمال الفنية والمحرر بول كاسيرير، والناشر ومالك المعرض برونو كاسيرير، والفيلسوف إرنست كاسيرير.

## الأعمال المكتوبة
- العصاب الوعائي الحركي الغذائي، برلين، 1901؛ الطبعة الثانية، 1912.
- التصلب المتعدد، لايبزيغ، 1905.
- العصاب المهني الأعصاب المتوترة، العيادة الألمانية، المجلد 6، الصفحة 1؛ لايبزيغ وفيينا، 1906.
- العصاب الوعائي الحركي الغذائي. في: دليل علم الأعصاب؛ المجلد 5، برلين. 1914.
- أمراض النخاع الشوكي والأعصاب الطرفية. في: يوليوس شوالبي (1863-1930)، الناشر: الأخطاء التشخيصية والعلاجية والوقاية منها. لايبزيغ، 1921؛ الطبعة الثانية بالاشتراك مع ريتشارد هينبرغ (1868-1962)، 1926.
- أمراض التغذية الحركية الوعائية. في: فريدريش كراوس (1858-1936)، تيودور بروغش (1878-1963): علم الأمراض والعلاج الخاص. المجلد 10، الصفحة 3 [19 مجلدًا، برلين وفيينا، 1919-1929].

## روابط خارجية
- تفاصيل السيرة الذاتية والوثائق المتعلقة بريتشارد كاسيرير
- تفاصيل محاكمة صوغومون تهليريان[وصلة مكسورة] (بما في ذلك السيرة الذاتية)
- صور وحياة في سياق عائلته